# Касино д'Албери (Лоди)
Касино д'Албери је насеље у Италији у округу Лоди, региону Ломбардија.
Према процени из 2011. у насељу је живело 1048 становника. Насеље се налази на надморској висини од 93 м.